# Xã Jefferson, Quận St. Louis, Missouri
Xã Jefferson (tiếng Anh: Jefferson Township) là một xã thuộc quận St. Louis, tiểu bang Missouri, Hoa Kỳ. Năm 2010, dân số của xã này là 35.927 người.